# سعدية بهادر
الدكتورة سعدية بهادر (ولدت في 1 يونيو 1936) من علماء النفس المصريين، اسمها بالكامل: سعدية محمد علي محمد بهادر، يمتد نسبها إلى الإمام الحسين بن علي بن أبي طالب وهي من جهينة المصرية التي هي جزء من قبيلة جهينة العربية. حصلت على الدكتوراة في علم النفس من الولايات المتحدة الأمريكية. وتشغل منصب أستاذ علم النفس بجامعة عين شمس، ورئيس مجلس إدارة جمعية أحباء الطفولة، ورئيس تحرير مجلة «طفلي»، وعضو اللجنة الدائمة لترقية الأساتذة بالمجلس الأعلى للجامعات، وعضو اللجنة العليا للطفولة بمحافظة القاهرة، ومستشار لمنظمة اليونسكو، وخبيرة لمنظمة اليونيسيف، وخبيرة للهيئة الأمريكية للمرأة الزنجية، وعضو مجلس إدارة جمعية حقوق الطفل، شغلت منصب عميدة معهد الدراسات العليا للطفولة بجامعة عين شمس.

## الجوائز
حصلت الدكتورة سعدية بهادر على العديد من الجوائز، هي:
- جائزة جمعية المعلمين الكويتية سنتا: 1979م، 1980م.
- جائزة مؤسسة الكويت للتقدم العلمي سنة: 1983م.
- جائزة البحوث الممتازة لجامعة عين شمس سنة: 1988م.
- جائزة المعهد العربي بأسبانيا سنة: 1989م.
- جائزة وزارة الثقافة (المركز القومي لثقافة الطفل) سنة: 1992م.
- جائزة وشهادة تقدير من مؤتمر الآثار النفسية للعدوان على دولة الكويت سنة: 1993م.
- جائزة مجلة حواء سنة: 1999م.
- الجائزة التقديرية لجامعة عين شمس (2002)
- جائزة جامعة المنصورة، مركز الطفولة(2003)
- جائزة المركز الديموجرافي 2004
- جائزة البنك الدولي ووزارة الشئون علي مشروع حماية الشباب من المخاطر 2005

## المؤلفات
- كتاب سيكولوجية المراهقة.
- كتاب في علم نفس النمو.
- كتاب من أنا.
- كتاب دليل الآباء والمعلمين في مواجهة المشكلات اليومية للأطفال والمراهقين.
- مجموعة الكتب المرشدة لمشرفة الحضانة.
- المرجع في برامج تربية أطفال ما قبل المدرسة.
- كتاب بيتى (للأطفال).
- كتاب من أنا (للأطفال).
- كتاب فن التعامل مع السلوك المشكل.
- نمو طفلك من الحمل حتي نهاية العام الثاني.
- كتاب برامج تنمية المهارات الاجتماعية في الألفية الثالثة.